# Euritânia
Euritânia (ou Evritanía, Evritania, Evrytanias; em grego: Ευρυτανία) é uma unidade regional da Grécia, localizada na região da Grécia Central. Sua capital é a cidade de Carpenissi.